# Teresa Graves
Teresa Graves, nata Terresa M. Graves (Houston, 10 gennaio 1948 – Los Angeles, 10 ottobre 2002), è stata un'attrice statunitense.
Iniziò la sua carriera artistica come cantante del gruppo Doodletown Pipers. Successivamente passò alla recitazione.
Recitò nella serie poliziesca Get Christie Love! (1974-1975), interpretando il primo ruolo da protagonista di una donna afroamericana in una serie televisiva statunitense.

## Filmografia parziale
- The Funny Side - serie TV, 6 episodi (1971)
- Laugh-In - serie TV, 26 episodi (1969-1971)
- Jeff Bolt l'uragano di Macao (That Man Bolt), regia di Henry Levin e David Lowell Rich (1973)
- Con tanti cari... cadaveri detective Stone (Black Eye), regia di Jack Arnold (1974)
- Vampira, regia di Clive Donner (1974)
- Get Christie Love! - serie TV, 23 episodi (1974-1975)

## Premi
- TP de Oro
  - 1977: "Best Foreign Actress (Mejor Actriz Extranjera)" (Get Christie Love!)